# Bistum Bragança Paulista
Das Bistum Bragança Paulista (lateinisch Dioecesis Brigantiensis in Brazilia, portugiesisch Diocese de Bragança Paulista) ist eine in Brasilien gelegene römisch-katholische Diözese mit Sitz in Bragança Paulista im Bundesstaat São Paulo.

## Geschichte
Das Bistum Bragança Paulista wurde am 24. Juli 1925 durch Papst Pius XI. mit der Apostolischen Konstitution Ad sacram Petri Sedem aus Gebietsabtretungen des Erzbistums São Paulo und des Bistums Campinas errichtet. Es wurde dem Erzbistum São Paulo als Suffraganbistum unterstellt. Am 19. April 1958 wurde das Bistum Bragança Paulista dem Erzbistum Campinas als Suffraganbistum unterstellt.

## Bischöfe von Bragança Paulista
- José Maurício da Rocha, 1927–1969
- José Lafayette Ferreira Álvares, 1971–1976
- Antônio Pedro Misiara, 1976–1995
- Bruno Gamberini, 1995–2004, dann Erzbischof von Campinas
- José María Pinheiro, 2005–2009
- Sérgio Aparecido Colombo, seit 2009

## Weblinks

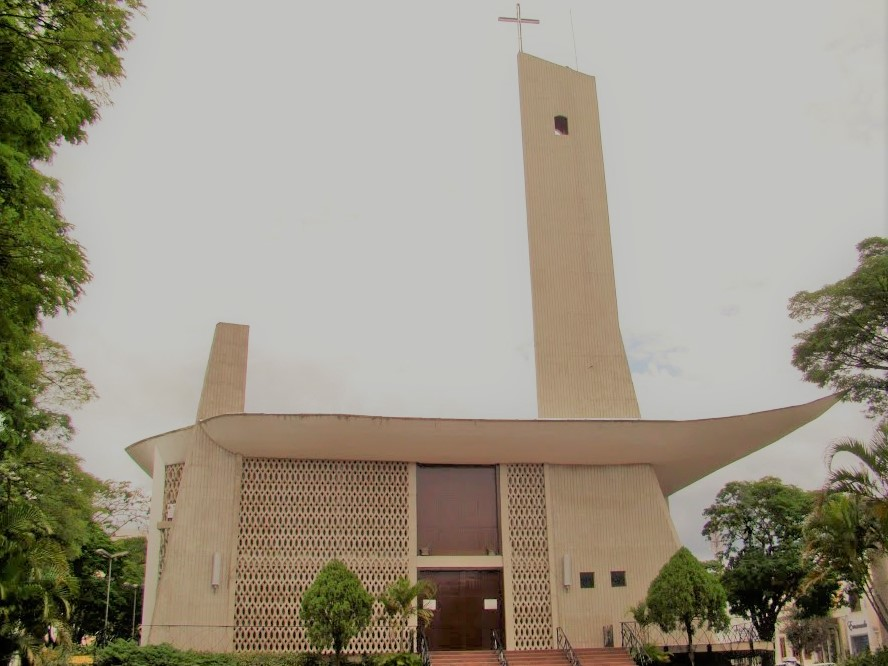
Kathedrale von Bragança Paulista